# قرنلی تپه
قرنلی تپه مربوط به دوره اشکانیان - دوره ساسانیان - دوران‌های تاریخی پس از اسلام است و در شهرستان مینودشت، بخش گالیکش، روستای ترجنلی واقع شده و این اثر در تاریخ ۲۷ مرداد ۱۳۸۲ با شمارهٔ ثبت ۹۷۳۲ به‌عنوان یکی از آثار ملی ایران به ثبت رسیده است.